# 石田多朗
石田多朗（いしだ たろう、1979年11月8日 - ）は日本の作曲家、音楽プロデューサー。東京藝術大学大学院卒。株式会社Drifterの代表取締役。2024年にエミー賞最多受賞作品『SHOGUN』で日本の伝統音楽を取り入れた編曲を担当し、作曲賞およびメインテーマ賞にノミネート。続いて2025年には『SHOGUN』サウンドトラックがグラミー賞にもノミネート。雅楽をはじめとした日本の伝統音楽やその美学を国内・国外に発信する第一人者としても評価を受けている。

## 来歴
アメリカ合衆国ボストン生まれ。幼少期をカリフォルニアで過ごした後、日本に移住し大阪、東京で育つ。再従姉妹は世界的ジャズピアニストの大西順子。
上智大学で漢文学を専攻。その後23歳で音楽を始め、翌年東京藝術大学音楽学部に合格。電子音響、作曲、雅楽、民族音楽学など幅広い分野を学び、在学中から職業作曲家として活動を開始。大学院卒業後も作曲家としての道を歩み続け、展覧会や映像作品を中心に活躍する。。
東京藝術大学在学中、東京都庭園美術館、ポンピドゥーセンター、森美術館、日本科学未来館、上海当代芸術博物館など美術館における音楽やNHK、UNIQLO、HONDA、など企業コンテンツにおける音楽を制作する。
2014年、東京藝術大学陳列館『法隆寺別品の祈り』展で空間音楽の制作を依頼され、ここで未知であった雅楽に挑戦。1ヶ月半で雅楽を学び、2週間で作曲したオリジナル楽曲『骨歌』は坂本龍一に高く評価された。これを契機に伶楽舎との協力が始まり、以後雅楽作曲家としてのキャリアを築く。
その後、福島復興のプロジェクションマッピングイベント「はるか」の音楽監督に就任。坂本龍一、大友良英に続き、指揮をとる。
この頃、精神病（そううつ症）を患い、一時音楽活動を休止。
2017年、栃木県那須町に移住、これを契機に精神が安定し、音楽の道へ復帰。那須で四季の変化を体感する中で、雅楽を「自然崇拝の音楽」として理解するようになったと語っており、この体感的理解が作風にも影響を与えている。
2018年、株式会社DRIFTERを設立し、社会における音楽の新たな役割を追求するとともに、雅楽の楽曲制作などを通し、これまでにない日本の音楽のあり方を日々研究・制作し、発表する。
2021年、オオルタイチ、伶楽舎メンバーらとともに雅楽プロジェクト『どんぶらこ』を開始。
2024年、ディズニー制作・真田広之プロデュースのハリウッドドラマ『SHOGUN 将軍』に総合音楽アレンジャーとして参加。ナイン・インチ・ネイルズのアッティカス・ロスらと共同で、雅楽を含む日本の伝統音楽を活かした編曲を手掛け、エミー賞およびグラミー賞へのノミネートを果たす。この作品は、雅楽を含む日本の伝統音楽が国際的に注目されるきっかけを作ったと評価された。　本作では、三味線や尺八など複数の伝統楽器の音をブレンドし、奈良・平安・江戸などさまざまな時代ごとの音を重ね新たな音色レイヤーを作成するという手法が用いられた。
同年、SHOGUNサウンドトラック完成後、さらに新しい雅楽・日本の伝統音楽の世界を追求し、雅楽の魅力を世界に広げる活動を開始。
2025年、クラシックと雅楽を融合した『陵王乱序/太食調音取』などのリリース、コンサート活動を行う。
NHKのニュース番組『とちぎ630』の新オープニング曲と気象情報を始めとした番組内の音楽を担当。アニメーションはシシヤマザキが制作し、初の共作となった。

## 作風と思想
クラシック、テクノ、自然音、雅楽などさまざまな音・音楽を融合させた独自のスタイルを追求する。音楽の常識を疑い、一から考え直す哲学的アプローチに基づき、従来の枠組みに囚われない新しい音楽の可能性を模索。雅楽と現代音楽の融合や物理音を用いた空間音楽など、前例のない作品を発表。 また、作曲にとどまらず、音楽監督として舞台や施設、イベント空間全体の音響設計や音作りのコンセプトを構築し、プロジェクトの初期段階から音楽表現を総合的に担う。
また、日本の音楽における特徴的な音色や響きといった目立つ部分は、植物でいえば「花」にあたり、それは活用可能な要素ではあるものの、本質的にはその背景にある文化的土壌や思想、時間感覚といった「根」を見つめ、その「根」から音楽を立ち上げる必要があると述べている。また、音楽は聴く人の「ありのままの姿を映し出す鏡」であると捉え、「透明な美しい鏡をつくること」を目標に掲げるとともに、雅楽とクラシックのように異なる音楽同士のもつ「違い」だけではなく、根源的に共通する部分に注目し作曲をしたいと考えている。また、音楽の「歌詞」ではなく、音楽の「構造」や「美学」や「フォーム」自体が人々の感受性や社会の空気に変化を促す独特な力があると考えており、音楽の根源的な在り方を探求しながら作曲をしていると述べている。

## ディスコグラフィー

### アルバム
|  | 発売日         | タイトル                                      | 収録曲 | 備考                         |
|  | -------------- | --------------------------------------------- | --- | ---------------------------- |
|  | 2009年6月10日  | Grandfinale                                   | 1. Grand Finale 2. PUNKA 3. Lacrimae Pavan （涙のパヴァーヌ） 4. エア 5. Bricoleur 6. Locomotion 7. Time For Space For Time 8. Psyche-Buson 9. 完成へと導き、そして導かれた階段 10. Lulla! By! | 東京藝術大学での卒業制作作品 |
|  | 2021年12月22日 | NIGHT FLOWER オリジナル・サウンドトラック     | 1.はじまり 2.夢（『Night Flower』OPテーマ） 3.西表島 4.波の音、神、タイムラプス 5.夜について 6.星めぐりの歌 feat.角銅真実（作詞・作曲：宮沢賢治 編曲：石田多朗） 7.星のいのり 8.旅 9.いつか 10.ぼくらの世界（『Night Flower』 EDテーマ）feat.角銅真実 11.夢 feat.角銅真実                                                                         |                              |
|  | 2024年2月23日  | SHOGUN 将軍 オリジナル・サウンドトラック      | 1.Erasmus 2.Main Title (Shōgun) 3.Osaka Castle 4.The Council Will Answer to Me 5.Tanto 6.Crimson Sky 7.Three Hearts 8.The Pull of Death 9.Willow World 10.This Is War 11.A Dream Within a Dream 12.Land of Tears 13.All Men Can Be Broken 14.Shinobi 15.Why Tell a Dead Man the Future 16.The Bureaucrat 17.Two Hearts                            | アレンジャーとして参加       |
|  | 2024年8月16日  | SHOGUN 将軍 オリジナル・サウンドトラックVol.2 | 1. Duty Endures 2. Earthquake 3. This Is the Man 4. Look Harder 5. Falling Leaves 6. Dead Man Walking 7. Confession 8. The Moment of Death 9. Last Stand 10. Make Yourself Seen 11. The Scent of Plums Detached from the Blossoms and Leaves Off Into the Distance 12. Nothing Left to Be 13. The Abyss of Life 14. Stories Legends and the Truth | アレンジャーとして参加       |

### ミニアルバム
|     | 発売日        | タイトル | 収録曲 | 備考 |
| --- | ------------- | -------- | --- | --- |
| 1st | 2019年5月24日 | あそび   | 1. 楽琵琶独奏曲「あそび」（feat.中村かほる） 2. 楽琵琶独奏曲「骨歌」（feat.中村かほる） 3. 万象歌（feat.オオルタイチ、関島岳郎&小林武文） | 2014年、東京芸術大学陳列館「法隆寺金堂壁画展」の為に書き下ろされた「骨歌」「万象歌」。 2018年、東京都庭園美術館にて開催された「ブラジル先住民族の椅子展」の空間のために書き下ろされた楽琵琶独奏曲「あそび」を収録。 |

### シングル
| 発売日       | タイトル                             |
| ------------ | ------------------------------------ |
| 2018年4月1日 | 豊原駅の歌                           |
| 2021年5月    | ドリフターズ                         |
| 2024年1月    | あなたがいたから feat.角銅真実       |
| 2024年11月   | 陵王乱序 (Ranjo)／太食調音取(Netori) |
| 2025年5月    | The World Vol.01 Nasu                |
| 2025年7月    | 常世とあそび                         |

## 参加作品
- オオルタイチスペシャルバンド『hotokeno』(2020年1月)
  - 全曲：Key、Syn、Gongで参加。「愛しいものたちへ」にてアレンジを担当[18]。

## 主な経歴
- ポンピドゥーセンター/勅使河原一雅「Is Anyone There?」（2011年）[19]
- 伊東豊雄建築ミュージアム「日本一美しい島・大三島」（2014年）[20]
- 東京藝術大学陳列館 「法隆寺別品の祈り展」（2014年）
- 日本科学未来館『9次元からきた男』（2016年）[21]
- 国立新美術館『佐藤可士和展 Unlimited Space』[22]
- 星野リゾート青森屋「みちのく祭りや」(2022年)[23]
- 「『SHOGUN将軍』サウンドトラック」（2024年）[24]

### 音楽配信
- 石田多朗 - YouTube Music チャンネル
- 石田多朗 - Spotify
- 石田多朗 - Apple Music

- 『SHOGUN 将軍』音楽製作の裏側：編曲を手掛ける雅楽作曲家 石田多朗さんインタビュー 2024.4.23
- ほぼ日の學校 - 石田多朗 雅楽の魅力 2025/2/21 - YouTube